# Sulfuryldiazid
Sulfuryldiazid ist eine chemische Verbindung aus der Gruppe der Azide und leitet sich von der Schwefelsäure ab.

## Herstellung
Sulfuryldiazid kann hergestellt werden, indem Natriumazid vorgelegt wird und dann Sulfurylchlorid und Acetonitril als Lösungsmittel darauf kondensiert werden. Bei verschiedenen Synthesemethoden von Imidazol-1-sulfonylazid kann es als Nebenprodukt entstehen, das wegen seiner Neigung zur Explosion problematisch ist.

## Eigenschaften
Sulfuryldiazid ist ausgesprochen explosiv und kann selbst ohne starke äußere Einflüsse explodieren. Die Verbindung kristallisiert im monoklinen Kristallsystem in der Raumgruppe C2/c (Raumgruppen-Nr. 15) mit den Gitterparametern a = 24,3405 Å; b = 5,41599 Å, c = 17,2915 Å und β = 111,819 ° sowie 16 Formeleinheiten pro Elementarzelle. Die Photolyse in einer Matrix aus Argon ergibt zunächst ein kurzlebiges Nitren. Die weitere Zersetzung führt insbesondere zu elementarem Stickstoff und Schwefeldioxid.